# Родригес Перейра, Леонардо
Леонардо Родригес Перейра (порт. Leonardo Rodrigues Pereira; 22 сентября 1986, Вила-Велья, Бразилия) — бразильский футболист, полузащитник.

## Карьера
30 июля 2009 года Леонардо подписал пятилетний контракт с греческим клубом АЕК (Афины), а 20 августа Леонардо сыграл свой первый матч за АЕК, в игре против «Васлуя» в Лиге Европы. В лиге дебютировал в победном матче с «Атромитосом» (1:0) 30 августа. 6 декабря забил свой первый гол за клуб в матче против «Паниониоса».
В домашнем матче плей-офф команда победила «Арис» (Фессалоники) со счётом 4:2. Большой вклад в эту победу внёс Леонардо, выйдя на замену на 51-й минуте и забив дважды. Следующий матч, который АЕК также играл с «Арисом», прошёл на стадионе «Клеантис Викелидс». Счёт был в пользу Ариса, однако Леонардо (который также начинал матч на скамейке) вышел на замену и сделал счет 1:1 и сравнял счет в дополнительное время, выхватив для AEK важное очко. В сезоне 2011/12 он сыграл в 26 матчах, забив 9 мячей, и стал лучшим бомбардиром клуба в лиге.